# NGC 43
NGC 43 är en linsformad galax i stjärnbilden Andromeda. Galaxen upptäcktes den 11 november 1827 av astronomen John Herschel och har en diameter på 88 000 ljusår.